# Niptus denserugosus
Niptus denserugosus là một loài bọ cánh cứng trong họ Ptinidae. Loài này được Haupt miêu tả khoa học năm 1956.